# Yuzo Funakoshi
Yuzo Funakoshi (船越 優蔵, Funakoshi Yuzo; Kobe, 12 juni 1977) is een Japans voetballer.
Funakoshi begon op de Nagasaki Prefectural Kunimi High School met voetbal. Zijn eerste profclub was Gamba Osaka dat hem in het seizoen 1996/97 verhuurde aan de Nederlandse club Telstar. Hij speelde 18 wedstrijden in de eerste divisie waarin hij twee doelpunten maakte. Hierna speelde hij voor Shonan Bellmare, Oita Trinita en Albirex Niigata. Sinds 2007 speelde hij voor Tokyo Verdy en in 2010 beëindigde hij bij SC Sagamihara zijn spelersloopbaan. Funakoshi speelde ook in het Japans voetbalelftal onder 17 jaar.
In 2011 en 2012 was hij jeugdtrainer bij Albirex Niigata en sinds 2013 is hij assistent-trainer bij Thespakusatsu Gunma.